# Macrobiotus kolleri
Macrobiotus kolleri är en djurart som tillhör fylumet trögkrypare, och som beskrevs av Mihelcic 1951. Macrobiotus kolleri ingår i släktet Macrobiotus och familjen Macrobiotidae. Inga underarter finns listade i Catalogue of Life.